# バートン・ダウニング
バートン・セシル・ダウニング（Burton Cecil Downing、1885年2月5日 - 1929年1月1日）は、アメリカ合衆国、サンノゼ出身の自転車競技（トラックレース）選手。
1904年開催のセントルイスオリンピックにおいて、自転車競技は7種目（全てトラックレース）行われたが、25マイルと2マイルの両レースで優勝。そして、途中棄権に終わった5マイルレースを除く6種目でメダル獲得を果たした。
同大会終了後にプロに転向。1907年まで活動していた。